# Сан Джовани Иларионе
Сан Джова̀ни Иларио̀не (на италиански: San Giovanni Ilarione; на венециански: San Gioani Larion, Сан Джоани Ларион) е градче и община в Северна Италия, провинция Верона, регион Венето. Разположено е на 194 m надморска височина. Населението на общината е 5113 души (към 2015 г.).